# 新居浜工業高等専門学校
新居浜工業高等専門学校（にいはまこうぎょうこうとうせんもんがっこう、英:National Institute of Technology, Niihama College）は、愛媛県新居浜市にある日本の国立高等専門学校である。1962年に愛媛大学工学部（元・旧制新居浜工業専門学校）の松山市移転後の跡地に設置された。国立高専の第1期校の一つである。略称は新居浜高専。

## 沿革
- 1962年（昭和37年）- 4月1日に発足。当時の学科は機械工学科、電気工学科、工業化学科の3学科。
- 1966年（昭和41年）- 4月1日に金属工学科(後の材料工学科、現環境材料工学科)が設置される。
- 1988年（昭和63年）- 電子制御工学科が設置される。
- 1993年（平成4年）- 専攻科(生産工学専攻・電子工学専攻)が奈良高専と共に第一期校として設置される。

## 設置学科

### 本科（準学士課程）(括弧内は略称）
- 機械工学科（M）（学校設立当初からの学科。）
- 電気情報工学科（E）（旧電気工学科(学校設立時の学科名)。2003年度に現学科に改組。）
- 電子制御工学科（D）（1988年度設置。）
- 生物応用化学科（C）（旧工業化学科(学校設立時の学科名)。1997年度に現学科に改組。）
- 環境材料工学科（Z）（2007年度に材料工学科から改称。1987年度に旧金属工学科から改組。）

### 専攻科（学士課程）(括弧内は略称）
- 生産工学専攻（SM）
  - 機械工学コース
  - 環境材料工学コース
- 生物応用化学専攻（SC）
- 電子工学専攻（SE）

## 学生生活
本科3年生以下においては制服（2017年度入学生から現行の制服が導入）が定められており、本科4年生以上は私服での登校ができる。なお、現行の制服導入前の2016年度までは、本科3年生も私服登校が認められていた。染髪・ピアスの着用などは2024年度までは本科3年生以下は禁止、本科4年生以上も慎み控えるよう校則で定められていたが、2025年度からは学生の自主性に一任させ、清潔感があり、学生としての品位を失わないような恰好を心がけるよう変更された。
構内に6つの学寮（うち1つは女子寮）が設けられており、かつては低学年を全寮制にしていたが、現在は低学年においても自宅からの通学が認められている。通学手段として自転車のほか、3年生以降は原付・小型バイクでの校内乗り入れが認められている。また、専攻科生のみ自家用車での乗り入れも可能である（いずれの場合においても届出が必要）。新居浜市外からの通学生は予讃線経由で新居浜駅から自転車で通学する学生が多い。また、2013年10月より正門前にせとうちバスのバス停『新居浜高専前』が新設され、新居浜駅方面および新居浜市川東地区からバスでのアクセスも可能となった。
多くの高専が採用しているセメスター制を導入している。
構内にある尚友会館と呼ばれる建物には売店と学生食堂が設けられており、昼休みになると学生や教職員で賑わう。売店・学食設置当時から2011年度まで、永らく「ちどり」の愛称で親しまれていたが、2012年3月末で閉店。同年4月から西洋フード・コンパスグループの運営に切り替わった。
毎年11月には学校祭である国領祭が2日間にわたって開催される。学生会や執行委員を中心に運営され、各クラスや部活動・愛好会単位で模擬店が出店されるほか、尚友会館前に野外ステージを設置し、メインイベント会場にしている。また、過去には第一体育館にもステージを設営し、軽音楽部のメンバーによるライブハウスも設けられていた。各学科でも、中学生や在校生の保護者向けに講義内容の紹介や講義での成果物等の展示を各学科棟にて行っている。
2019年に創部されたクイズ研究会は全国高等学校クイズ選手権やエコノミクス甲子園などの大会にて全国大会まで進出している 。
また、文化系部活主導で行われる高専ソコヂカラも、毎年7月と2月にあかがねミュージアムで催されている。
なお、創立からしばらくの間は修学旅行も実施されていたが、現在は行われていない。

## 学術交流協定
- サザンクロス大学（オーストラリア）
- 重慶工業職業技術学院（中国）
- スラバヤ工科大学(インドネシア)

## 著名な出身者
- 加藤敏幸 - 元参議院議員